# Вальтер Шлагс-Кох
Якоб Еміль Вальтер Шлагс-Кох (нім. Jakob Emil Walter Schlags-Koch; 7 серпня 1898, Гіллесгайм — 17 жовтня 1983, Кельн) — німецький офіцер, оберст резерву вермахту (квітень 1945) і бундесверу. Кавалер Лицарського хреста Залізного хреста з дубовим листям.

## Біографія
Учасник Першої світової війни. В 1919 році демобілізований, офіцер резерву. В серпні 1939 року призваний в армію, командир 4-ї роти 365-го піхотного полку. Учасник Французької кампанії. З початку 1942 року — командир 1-го батальйону свого полку. З лютого 1942 року брав участь в Німецько-радянській війні. Відзначився у боях на Нареві в серпні 1944 року. З вересня 1944 року — командир штурмового полку 2-ї армії. В кінці війни командував 96-м піхотним полком. В травні 1945 року здався радянським військам. В жовтні 1955 року переданий владі ФРН і звільнений.

## Нагороди
- Залізний хрест 2-го і 1-го класу
- Почесний хрест ветерана війни з мечами
- Застібка до Залізного хреста
  - 2-го класу (5 жовтня 1940)
  - 1-го класу (3 березня 1942)
- Нагрудний знак «За поранення»
  - в чорному (19 березня 1942)
  - в сріблі
- Штурмовий піхотний знак в сріблі (16 квітня 1942)
- Медаль «За зимову кампанію на Сході 1941/42»
- Нагрудний знак ближнього бою
  - в бронзі (21 червня 1943)
  - в сріблі (7 квітня 1944)
  - в золоті (14 квітня 1945)
- Німецький хрест в золоті (20 серпня 1943)
- Почесна застібка на орденську стрічку для Сухопутних військ (15 листопада 1943)
- Лицарський хрест Залізного хреста з дубовим листям
  - лицарський хрест (5 вересня 1944)
  - дубове листя (№ 876; 9 травня 1945)